# Ashley Montagu
Montague Francis Ashley Montagu (nacido Israel Ehrenberg), (Londres, 28 de junio de 1905 - Princeton, Nueva Jersey, Estados Unidos, 26 de noviembre de 1999) fue un antropólogo británico-estadounidense y humanista, de ascendencia judía, que popularizó temas como la raza y el género y su relación con la política y el desarrollo. Fue ponente (investigador designado), durante 1950, para la declaración de la UNESCO sobre la cuestión racial. De joven cambió su nombre a "Montague Francis Ashley Montagu". Después de mudarse a los Estados Unidos que utilizó el nombre de "Ashley Montagu".

## Biografía
Montagu nació con el nombre de Israel Ehrenberg el 28 de junio de 1905 en Londres, Inglaterra. Creció en el East End de Londres. Recordó que a menudo había sido objeto de abusos antisemitas cuando se aventuraba a salir de su propio barrio judío. Montagu asistió a la Central Foundation Boys' School. Desarrolló un interés por la anatomía desde muy temprano y cuando era niño se hizo amigo del anatomista y antropólogo escocés Arthur Keith, con quien estudió informalmente.
En 1922, a los 17 años, ingresó en el University College de Londres, donde recibió un diploma en psicología después de estudiar con Karl Pearson y Charles Spearman y tomar cursos de antropología con Grafton Elliot Smith y Charles Gabriel Seligman. También estudió en la London School of Economics, donde se convirtió en uno de los primeros estudiantes de Bronisław Malinowski. En 1931, emigró a los Estados Unidos. En este momento, escribió una carta presentándose al antropólogo de Harvard Earnest Hooton, afirmando haber sido "educado en Cambridge, Oxford, Londres, Florencia y Columbia" y haber obtenido títulos de maestría y doctorado. En realidad, Montagu no se había graduado de Cambridge ni de Oxford y aún no tenía un doctorado. Enseñó anatomía a estudiantes de odontología en los Estados Unidos, y recibió su doctorado en 1936, cuando produjo una disertación en la Universidad de Columbia, Coming into being among the Australian Aborigines: A study of the procreative beliefs of the native tribes of Australia, que fue supervisada por la antropóloga cultural Ruth Benedict. Se convirtió en profesor de antropología en la Universidad Rutgers, donde trabajó desde 1949 hasta 1955.
Montagu se casó con Marjorie Peakes en 1931; la pareja tuvo dos hijas y un hijo. Murió en Princeton, Nueva Jersey el 26 de noviembre de 1999.

## Trayectoria
Durante las décadas de 1940 y 1950, Montagu publicó una serie de obras que cuestionaban la validez de la raza como concepto biológico, incluida la "Declaración sobre la raza" de la UNESCO y su muy conocido El mito más peligroso del hombre: la falacia de la raza. Se oponía particularmente a la obra de Carleton S. Coon y al término "raza". En 1952, junto con William Vogt, dio la primera Conferencia en memoria de Alfred Korzybski, inaugurando la serie.
Montagu escribió el prólogo y la bibliografía de la edición de 1955 de El apoyo mutuo: un factor de evolución de Petr Kropotkin, que se reimprimió en 2005.
Debido a las disputas sobre su participación en la "Declaración sobre la raza" de la UNESCO, Montagu se convirtió en un objetivo para los anticomunistas y, al carecer de titularidad, fue despedido de la Universidad Rutgers y "encontró bloqueadas todas las demás vías académicas". Se retiró de su carrera académica en 1955 y se mudó a Princeton (Nueva Jersey), para continuar con su popular escritura y apariciones públicas. Se convirtió en un invitado conocido de The Tonight Show de Johnny Carson. Abordó sus numerosos estudios publicados sobre la importante relación entre madre e hijo al público en general. Los efectos humanizadores del tacto informaron los estudios de monos criados en aislamiento y la violencia patológica adulta que es el tema de su documental de Time-Life Rock A Bye Baby (1970). También en 1970, Montagu residió en el North Shore Inn, que fue el último año de funcionamiento de la posada antes de que fuera demolida ese otoño. El North Shore Inn estaba ubicado en los terrenos de la mundialmente famosa Chautauqua Institution, en el condado de Chautauqua (Nueva York). El instituto es conocido como un lugar de encuentro para la filosofía, la antropología, la ópera y las artes. Thomas Edison también tenía allí una casa de verano.
Más adelante en su vida, Montagu se opuso activamente a la modificación y mutilación genital de los niños. En 1994, James Prescott escribió la Resolución Ashley Montagu para poner fin a la mutilación genital de los niños en todo el mundo: una petición al Tribunal Internacional de La Haya, llamada así en honor a Montagu, que fue uno de sus firmantes originales.
Montagu fue un destacado crítico del creacionismo. Editó Science and Creationism, un volumen de ensayos de varios escritores, entre ellos Isaac Asimov, que refutaba los argumentos creacionistas. Dave Langford reseñó Science and Creationism para White Dwarf #75 y afirmó que "revela cuán intelectualmente pobre es el movimiento creacionista. Un derramamiento de sangre académico a gran escala: me encantó". 
Una biografía póstuma de Montagu, Love Forms the Bones, fue escrita por la antropóloga Susan Sperling y publicada en 2005.

### Declaración sobre la raza
Montagu fue uno de los diez científicos invitados a formar parte de un comité de la UNESCO que se ocupaba de la raza, conocido posteriormente como Comité de Expertos en Problemas Raciales. El objetivo principal de la organización era contribuir a la paz y la seguridad mundiales a través de la ciencia y la cultura. El grupo redactó una serie de Declaraciones sobre la raza para difundir la idea de que los humanos somos todos una especie y que la «raza» no es un concepto biológico válido. Montagu fue coautor de estas Declaraciones y más tarde publicó un libro, Statement on Race, en el que presentaba sus propias opiniones sobre el tema con mucho más detalle.
La primera Declaración de la UNESCO dice: «Los científicos han llegado a un acuerdo general para reconocer que la humanidad es una: que todos los hombres pertenecen a la misma especie, el Homo sapiens.» La primera afirmación se formuló de forma que los profanos pudieran entender el punto de vista de un científico. Lo redactaron de forma que las personas que no tuvieran conocimientos sobre el tema pudieran entenderlo. «El Homo sapiens se compone de varias poblaciones, cada una de las cuales difiere de las demás». Eso afirma que aunque haya variabilidad en la herencia genética del individuo, todos pertenecen a una especie discreta y deben ser tratados por igual.
La segunda afirmación dice que, puesto que la historia humana es muy diversa y compleja, hay muchas poblaciones humanas que no pueden clasificarse fácilmente «racialmente». Sin embargo, algunos antropólogos creen que la humanidad se clasifica en al menos tres razas humanas principales. Aunque se cree que hay muchas razas humanas, no se apoya que haya una raza que sea superior o inferior a cualquiera de las otras razas.
La tercera Declaración ofrece opiniones sobre el aspecto biológico de la cuestión racial. Explica que los diferentes grupos humanos divergieron de un tronco común y que esa es la razón de sus diferencias biológicas. La tercera afirmación también entra en detalles sobre la evolución humana y lo importante que es para el H. sapiens sobrevivir y crecer.
La cuarta Declaración dice: «Todos los hombres nacen libres e iguales tanto en dignidad como en derechos.» La cuarta declaración dice que el racismo anquilosa el desarrollo y amenaza la paz mundial. "La división de la especie humana en 'razas' es en parte convencional y en parte arbitraria y no implica jerarquía alguna."

### El mito más peligroso del hombre: la falacia de la raza
Una de sus obras, El mito más peligroso del hombre, fue escrita en 1942, cuando la raza se consideraba el factor determinante del carácter y la inteligencia de las personas. Montagu presentó una teoría única para su época: «en biología la raza se define como una subdivisión de la especie que hereda características físicas que la distinguen de otras poblaciones de la especie. En este sentido hay muchas 'razas' humanas. Pero este no es el sentido en el que muchos antropólogos, clasificadores de razas y racistas han utilizado el término». Admite que, en un sentido biológico, existe la existencia de razas dentro de la humanidad. Sin embargo, también cree que no toda la humanidad puede clasificarse.  Parte de su razonamiento tiene que ver con el origen mixto, que ha dado lugar a un «solapamiento» de fisicalidades. En lugar de razas y subespecies, prefiere la noción de grupos étnicos mixtos. En sus escritos subraya la complejidad de nuestra ascendencia y rechaza las afirmaciones que sostienen que una raza es superior a las demás.
Según él, esta idea o concepto de raza se originó en torno al siglo XVIII. El concepto se desarrolló como resultado directo de la esclavitud y el comercio de esclavos. Como efecto secundario de la esclavitud, naturalmente, la humanidad se ha dividido racialmente; esto ha llevado y procedido a dominar la cultura. La diferencia física fomentó el establecimiento de razas y diferencias evidentes entre los individuos. Menciona a Darwin y a otros antepasados que tocaron este tema cuando intentaron explicar la raza a todos. Menciona la sociedad, la genética, la psicología, la cultura, la guerra, la democracia, la eugenesia y los factores sociales como contribuyentes que realzan esta idea de raza.
Montagu revisó El mito más peligroso del hombre en seis ocasiones, la última en 1997, cuando tenía 92 años, y se sigue imprimiendo más de 75 años después de su publicación inicial.

### La superioridad natural de la mujer
Publicado en 1952, La superioridad natural de la mujer fue uno de los principales documentos del feminismo de la segunda ola y el único escrito por un hombre. Utilizando su formación como antropólogo físico, Montagu señala las ventajas biológicas que tienen las mujeres de la especie humana para la supervivencia a largo plazo. El libro fue revisado cinco veces, y la última edición se publicó poco antes de su muerte, en 1999, y sigue en imprenta.

### El hombre elefante
Posiblemente una de las obras menos significativas de Montagu fue la más famosa. Su biografía de un británico deforme del siglo XIX, Joseph Merrick, apodada The Elephant Man, se publicó en 1971 y sirvió de base para la película 1980 dirigida por David Lynch.

## Legado
En 2008, la Universidad de Sídney de Australia creó el cargo «Ashley Montagu Fellow for the Public Understanding of Human Sciences», un cargo creado especialmente para el doctor Stephen Juan, (fallecido en 2018).

## Otros trabajos
- Montagu es el guionista y director de la película One World or None.[19] Producida en 1946 por The National Committee on Atomic Information, este breve documental expone los peligros de las armas nucleares y argumenta que sólo la cooperación internacional y un control adecuado de la energía atómica pueden evitar la guerra y garantizar el uso de esta fuerza en beneficio de la humanidad.
- Un vídeo de Ashley Montagu hablando con Charlton Heston sobre su personaje en la película aparece como extra en la edición especial en DVD de The Omega Man'.[20]
- Filmaciones de archivo de él, entre otros (incluido Carl Sagan), aparecen en el episodio de The X-Files «Gethsemane».
- La frase «El derecho internacional sólo existe en los libros de texto sobre derecho internacional», que suele atribuirse a Albert Einstein, fue en realidad dicha a Einstein por Montagu.[19]

## Lectura adicional
- Lieberman, Leonard; Lyons, Andrew; Lyons, Harriet (Diciembre 1995). «Una entrevista con Ashley Montagu». Current Anthropology 36 (5): 835-844. JSTOR 2744029. S2CID 143545566. doi:10.1086/204440.